# إدوارد باير روبرتس
إدوارد باير روبرتس (بالإنجليزية: Edward B. Roberts) هو شخصية أعمال أمريكي، ولد في 18 نوفمبر 1935 في تشيلسي في الولايات المتحدة.